# Estado Dai

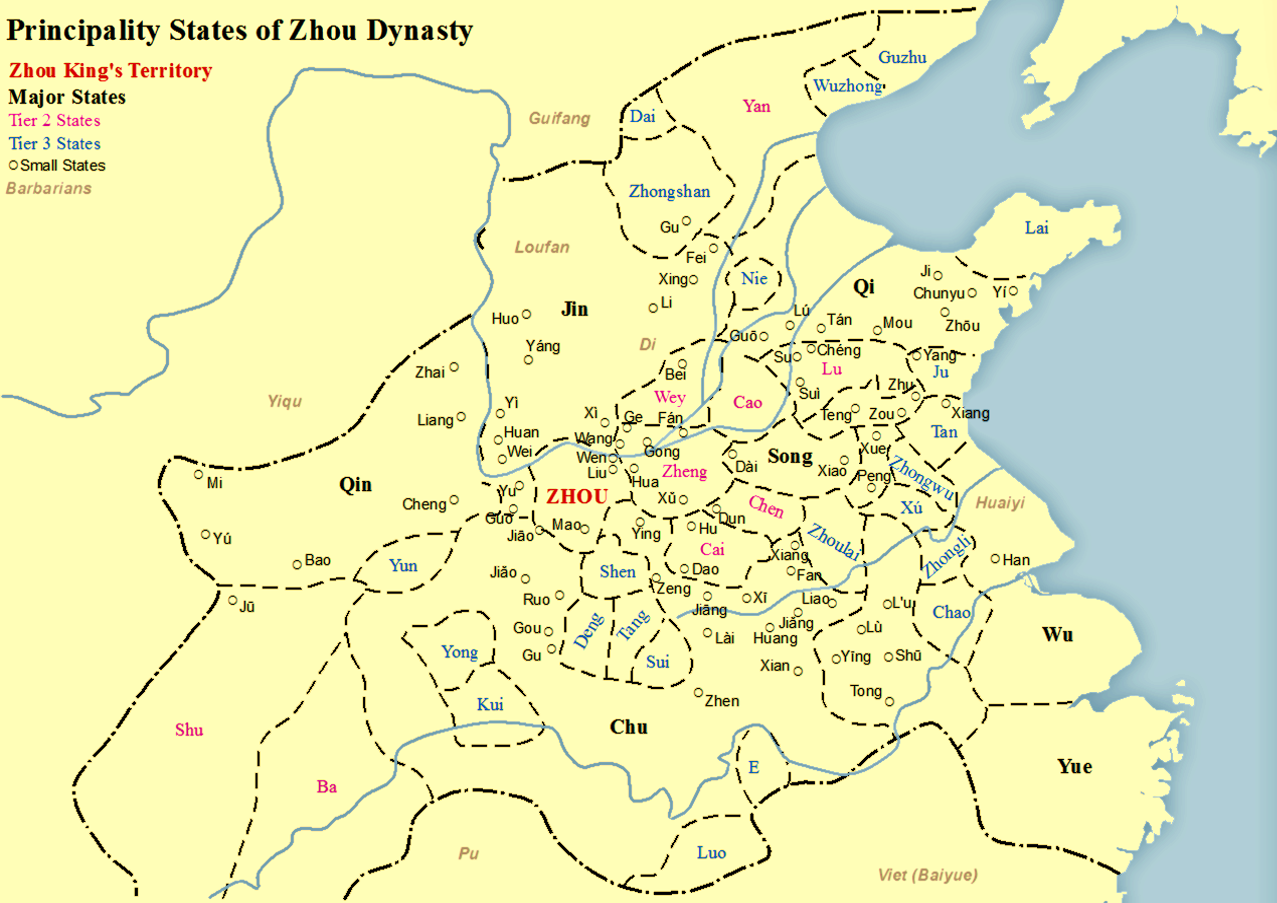
Estado Dai (al norte) junto a los otros reinos combatientes.

El Estado Dai (chino: 代; pinyin: Dài) fue un estado efímero formado durante las guerras de unificación chinas.
Después que los ejércitos de Ying Zheng conquistaran Zhao entre 229 y 228 a. C., el medio hermano mayor del rey Youmiu (幽繆), el príncipe Jia (嘉), huyó huyó a la región de Dai, actual condado Yu en Hebei, donde existió un pequeño feudo conquistado por Zhao en 458 a. C. Ahí se proclamó príncipe de Dai (代王) mientras los ejércitos de Qin conquistaban Yan y Wei. En 222 a. C. Qin avanzó contra los últimos remanentes de Yan al retornar aprovechó de acabar con Dai y capturaron al príncipe.